# Empel en Meerwijk

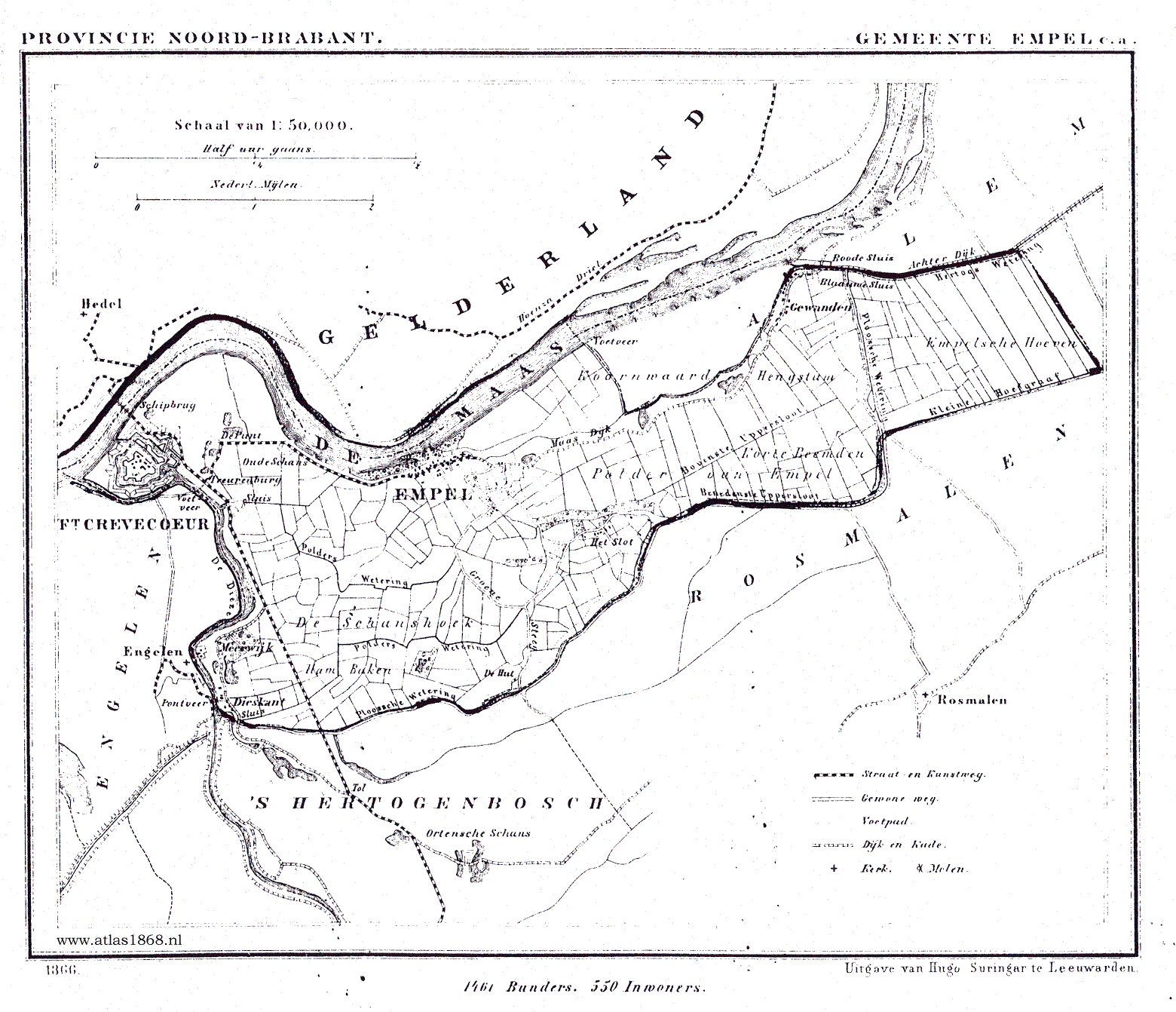
Carte d'Empel en Meerwijk

Empel en Meerwijk est une ancienne commune néerlandaise de la province du Brabant-Septentrional, intégrée depuis 1971 à la commune de Bois-le-Duc.

## Géographie
L'ancienne commune d'Empel en Meerwijk était composée des localités de Dieskant (ou Diezekant), Empel, Gewande, Meerwijk et Oud-Empel. L'ancien fort de Crèvecœur, aujourd'hui terrain d'exercices militaires, faisait également partie de la commune. Empel en Meerwijk est situé au nord de Bois-le-Duc et de Rosmalen, sur la rive gauche de la Meuse. La commune était également traversée par la Dieze.

## Histoire
Anciennement, la seigneurie d'Empel en Meerwijk appartenait à l'abbaye de Crespin. Cette abbaye a été fondée par saint Landelin, ce qui explique pourquoi ce saint est le saint patron de la commune. Plus tard, la seigneurie a appartenu au Comté de Megen, puis à la Maison d'Arenberg et la Maison de Frents.
En 1840, Empel en Meerwijk comptait 94 maisons et 506 habitants, répartis ainsi :
| Localité         | Maisons | Habitants |
| ---------------- | ------- | --------- |
| Empel            | 50      | 299       |
| Gewande (sud)    | 19      | 85        |
| Het Slot         | 11      | 84        |
| Crèvecœur (fort) | 3       | 5         |
| Diezekant        | 11      | 33        |

En 1971, la commune a été annexée par la commune voisine de Bois-le-Duc.